# Ski-alpinisme aux Jeux olympiques de 2026
Navigation
Alpes française 2030
Les épreuves de ski-alpinisme aux Jeux olympiques d'hiver de 2026 se déroulent du 19 au 21 février 2026 à Bormio, en Italie dans la Valtellina. 
C'est la première fois que le ski-alpinisme est présent au programme olympique en tant que sport additionnel ; la nouvelle discipline comptera trois épreuves , deux épreuves de sprints (hommes et femmes) et un relais mixte.

## Qualifications
La période de qualification s'étend du 1er novembre 2024 au 21 décembre 2025. Au cours de cette période, les athlètes concourront sur le circuit de la Coupe du monde ISMF pour accumuler des points, qui détermineront ensuite leur place dans les classements mondiaux. Lors des Mondiaux de ski alpinisme 2025, des quotas seront en jeu dans les trois épreuves disputées aux JO.
Au total, 36 des meilleurs compétiteurs  au monde disputeront la compétition olympique : 18 hommes et 18 femmes avec une restriction de deux athlètes par comité olympique par sexe
Le pays hôte est assuré de participer à chaque épreuve. Seules les nations qui ont qualifié au moins un homme et une femme peuvent aligner un duo dans l'épreuve de relais mixte.
| Mode de qualification                                | Mode de qualification                            | Date                                  | Lieu            | Places (par sexe) | Qualifiés              | Qualifiés              |
| Mode de qualification                                | Mode de qualification                            | Date                                  | Lieu            | Places (par sexe) | Hommes                 | Femmes                 |
| ---------------------------------------------------- | ------------------------------------------------ | ------------------------------------- | --------------- | ----------------- | ---------------------- | ---------------------- |
| Pays hôte                                            | Pays hôte                                        | Pays hôte                             | Pays hôte       | 1                 | Italie (2)             | Italie (2)             |
| Championnats du monde 2025 - Relais mixte            | Championnats du monde 2025 - Relais mixte        | du 2 au 8 mars 2025                   | Morgins, Suisse | 2                 | France (2) Espagne (2) | France (2) Espagne (2) |
| Classement continental Coupe du monde - Relais mixte | Zone Afrique                                     | 1er novembre 2024 au 21 décembre 2025 | -               | 1                 | (2)                    | (2)                    |
| Classement continental Coupe du monde - Relais mixte | Zone Asie                                        | 1er novembre 2024 au 21 décembre 2025 | -               | 1                 | (2)                    | (2)                    |
| Classement continental Coupe du monde - Relais mixte | Zone Océanie                                     | 1er novembre 2024 au 21 décembre 2025 | -               | 1                 | (2)                    | (2)                    |
| Classement continental Coupe du monde - Relais mixte | Zone Europe                                      | 1er novembre 2024 au 21 décembre 2025 | -               | 1                 | (0)                    | (0)                    |
| Classement continental Coupe du monde - Relais mixte | Zone Amérique                                    | 1er novembre 2024 au 21 décembre 2025 | -               | 1                 | (2)                    | (2)                    |
| Classement général Coupe du monde - Relais mixte     | Classement général Coupe du monde - Relais mixte | 1er novembre 2024 au 21 décembre 2025 | -               | 5                 | (1)                    | (1)                    |
| Championnats du monde 2025 - Sprint                  | Championnats du monde 2025 - Sprint              | du 2 au 8 mars 2025                   | Morgins, Suisse | 2                 | (2) (2)                | (2) (2)                |
| Classement Coupe du monde - Sprint                   | Classement Coupe du monde - Sprint               | 1er novembre 2024 au 21 décembre 2025 | -               | 4                 | (1)                    | (1)                    |
| Total                                                | Total                                            | Total                                 | Total           | 18                |                        |                        |

## Résultats
| Épreuves        | Or | Or | Argent | Argent | Bronze | Bronze |
| --------------- | -- | -- | ------ | ------ | ------ | ------ |
| Sprint masculin |    |    |        |        |        |        |
| Sprint féminin  |    |    |        |        |        |        |
| Relais mixte    |    |    |        |        |        |        |

## Tableau des médailles
- Pays organisateur ( Italie)

| Rang | Pays | Médaille d'or, Jeux olympiques | Médaille d'argent, Jeux olympiques | Médaille de bronze, Jeux olympiques | Total |